# Mojo (magazine)
Pour les articles homonymes, voir Mojo.
Mojo est un magazine mensuel traitant de musique (principalement de classic rock) publié par Bauer au Royaume-Uni. Le magazine a été publié pour la première fois le 15 octobre 1993 avec Bob Dylan et John Lennon en couverture. Un CD en lien avec les thèmes abordés dans le magazine est généralement vendu dans chaque numéro.
Mojo a une version française depuis le 31 mars 2012. Jack White a fait la première couverture en France.